# Vuelo 277 de Iran Air
El vuelo 277 de Iran Air fue un servicio doméstico de pasajeros programado desde Teherán a Urmía, Irán, que el domingo 9 de enero de 2011 se estrelló después de abortar su aproximación al aeropuerto de Urmía con mal tiempo. 78 de las 105 personas a bordo murieron. La investigación oficial concluyó que las condiciones de engelamiento y el manejo incorrecto del motor por parte de la tripulación provocaron un doble apagado del motor, pérdida de altitud e impacto con el suelo.

## Aeronave
El avión implicado en fue un Boeing 727-286 Advanced construido en 1974 y registrado como EP-IRP. El avión estuvo inactivo mucho tiempo durante su vida operativa. Fue estacionado en Bagdad, Irak desde 1984 a 1990, y luego almacenado desde 1991 a 2002. Fue posteriormente revisado completamente y regresó al servicio.

## Accidente
El vuelo tenía lugar entre Teherán y Urmía y se estrelló en la aproximación final cerca del aeropuerto de Urmía próximo a un lago. El accidente tuvo lugar a las 19:45 hora local (16:15 UTC), y se notificó que la causa fue el mal tiempo. El avión no había sido capaz de aterrizar al primer intento, y se estrelló durante el procedimiento de aterrizaje frustrado o mientras intentaba regresar a Teherán. Las condiciones meteorológicas en el momento del accidente incluían nieve y baja visibilidad. En el impacto, el avión se partió en múltiples fragmentos, sin producirse ningún fuego o explosión. Al principio hubo informaciones confusas sobre el avión accidentado, hablando tanto de un Fokker 100 como de un Boeing 727, aunque más tarde se confirmó que el avión fue un Boeing 727.
El número de personas que viajaban a bordo no estaba claro. RIA Novosti informó que 95 pasajeros iban a bordo, mientras que Reuters dio una cifra de 156 pasajeros y la Associated Press de 105 pasajeros. Más tarde los informes oficiales fijaron el número en  105 o 106 personas a bordo, con entre 10 y 12 tripulantes y 95 o 94 pasajeros. La Organización de Aviación Civil de Irán informó al día siguiente al del accidente que 93 pasajeros y 12 tripulantes viajaban a bordo, de acuerdo con el manifiesto del vuelo.

## Víctimas
De las 105 personas a bordo, 78 murieron (incluida la tripulación de vuelo) y 27 sobrevivieron, todas con heridas. La mayoría de las víctimas sufrieron lesiones en el cuello y la médula espinal. A raíz del accidente, se utilizaron 36 ambulancias y 11 hospitales en las operaciones de rescate. Los esfuerzos de rescate se vieron complicados por las fuertes nevadas en el área, que según se informa tenía alrededor de 70 cm (28 pulgadas) de profundidad en el lugar del accidente.

## Investigación
La Organización de Aviación Civil de Irán (CAO.IRI) abrió una investigación sobre el accidente. Un día después del accidente, tanto la grabadora de voz de la cabina de vuelo como la grabadora de datos de vuelo fueron recuperadas y llevadas a Teherán para su análisis. 
En 2017, la CAO.IRI publicó su informe final acerca del accidente. De su análisis, resultó que después de comenzar su aproximación final a la pista 21 del aeropuerto de Urmia desde una altitud de 7.000 pies (2.100 m), el aeropuerto de Urmia se encuentra a una altitud de 4.300 pies (1.300 m). Un error de navegación de la tripulación de vuelo significó que la aeronave no pudo establecerse en el sistema de aterrizaje por instrumentos. Descendiendo a través de 5.900 pies (1.800 m) y sin haber hecho nunca contacto visual con la pista, la tripulación decidió dar la vuelta. El procedimiento de aproximación frustrada se inició normalmente, con la aeronave subiendo a 8.800 pies (2.700 m). 
Los investigadores creen que el avión se enfrentó a condiciones severas de formación de hielo, lo que provocó la interrupción del flujo de aire y la pérdida de empuje del motor. La aeronave comenzó a descender y entró en un viraje que alcanzó momentáneamente un ángulo de inclinación de 41°, provocando la activación del balancín. A pesar de la aplicación de todo el empuje, los motores 1 y 3 comenzaron a agotarse. Descendiendo a través de 7,000 pies (2,100 m), se pudo escuchar al ingeniero de vuelo anunciando que ambos motores habían fallado. Los intentos posteriores de volver a encenderlos no tuvieron éxito. Durante los últimos momentos del vuelo, los flaps se retrajeron y la velocidad aerodinámica decayó progresivamente; a 4400 pies (1300 m), a solo 100 pies (30 m) sobre el terreno, la aeronave volaba a 112 nudos (207 km / h; 129 mph) con 21° de margen derecha. El último valor registrado de velocidad aérea fue de 69 nudos (128 km / h; 79 mph). La aeronave impactó el terreno a 4.307 pies (1.313 m) del nivel medio del mar (MSL). 
Se concluyó entonces que el efecto de una combinación del mal tiempo y el hecho de que la tripulación de cabina no afronte la situación es la principal causa del accidente, contribuyendo además:
- La vieja tecnología de los sistemas de la aeronave.
- Ausencia de un simulador adecuado para condiciones climáticas adversas.
- No ejecutar correctamente las instrucciones de operación para dar la vuelta.
- Gestión inadecuada en la cabina.